# 사회적 삼위일체론
사회적 삼위일체론(社會的三位一體論, social trinitarianism)이란 인간 관계의 모델을 반영하는 사랑관계안에서 삼위들로 구성된 삼위일체를 해석하는 것이다.
이 주장은 하나님은 본질적으로 사회적 존재라는 것을 강조한다. 인간적 통일성은 자신을 내어줌, 동정, 그리고 서로가 찬양하는 것들을 통하여 하나님의 통일성의 모습과 일치하게 한다.그러한 사랑은 하나님께 대하여 윤리적인 모습을 보지만, 그러나 하나님의 존재의 통일성과는 강하게 대조적이다.
사회적 삼위일체론과 관련된 신학자들은  위르겐 몰트만, 미 볼프, 엘리자베스 A. 존슨, 레오나르도 보프,과 존 지지울라스이다.

## 같이 보기
- 삼위일체
- 제1차 니케아 공의회
- 칼케돈 공의회
- 카파도키아 교부
- 존 지지울라스